# Richard Barnfield
Richard Barnfield est un poète anglais né à Norbury, Staffordshire en 1574 et mort en 1627 à Market Drayton, Shropshire. Fils aîné de Richard Barnfield (vers 1544-1627), un gentilhomme, et de Mary Skrymsher (1552-1581), il est baptisé le 13 juin 1574. Il grandit à Newport dans le Shropshire.

## Biographie
Il entre à l'université d'Oxford qu'il quitte avant d'avoir terminé ses études. On pense qu'il arrive en 1593 à Londres, où il fréquente Thomas Watson, Michael Drayton, et peut-être Edmund Spenser. Bien que Barnfield ait encore été écolier lorsque Philip Sidney mourut, il semble que cette disparition ait marqué son esprit et influencé ses premiers vers. Alors qu'il a vingt et un ans, en novembre 1594, Richard Barnfield fait paraître de manière anonyme sa première œuvre : The Affectionate Shepherd (Le Berger affectueux), dédiée à Penelope Devereux, Lady Rich, épouse du 1er comte de Warwick. Malgré son succès, le poème n'évite pas les critiques concernant la moralité, car le contenu de ses vers se révèle ouvertement homosexuel.
Deux mois plus tard, en janvier 1595, un deuxième ouvrage, Cynthia, with certain Sonnets, and the legend of Cassandra, est publié. Cette fois, Barnfield en signe la préface, dédiée à William Stanley, 6e comte de Derby. Cynthia, un panégyrique à la reine Élisabeth Ire d'Angleterre, se compose de strophes spensériennes, sans doute le premier exemple de cette forme poétique en dehors de l’œuvre de Spenser elle-même, La Reine des fées.
En 1598 Barnfield publie son troisième livre, The Encomion of Lady Pecunia, un poème à la gloire de l'argent, assorti d'une suite en sizains, The Complaint of Poetry for the Death of Liberality. On note un déclin dans la qualité de l'écriture.
Son quatrième ouvrage est un livre qui a été attribué à Shakespeare, en 1599, The Passionate Pilgrim, dont Barnfield a plusieurs fois revendiqué en partie la paternité, revendications actuellement considérées comme vraies.
Il meurt à Market Drayton dans le Shropshire le 6 février 1627, vingt ans après avoir été déshérité par son père.